# We Go Up (Nicki Minaj)
We Go Up è un singolo della rapper trinidadiana Nicki Minaj, pubblicato il 25 marzo 2022 come terzo estratto dalla prima raccolta Queen Radio: Volume 1.
Il brano vede la partecipazione del rapper statunitense Fivio Foreign.

## Tracce
Testi e musiche di Onika Maraj, Maxie Ryles III e Joshua Goods.
1. We Go Up – 4:15